# Бендада
Бендада (порт. Bendada) — район (фрегезия) в Португалии, входит в округ Гуарда. Является составной частью муниципалитета Сабугал. По старому административному делению входил в провинцию Бейра-Алта. Входит в экономико-статистический субрегион Бейра-Интериор-Норте, который входит в Центральный регион. Население составляет 677 человек на 2001 год. Занимает площадь 36,04 км².
Покровителем района считается Святая Лусия (Santa Luzia).